# Travaux dirigés
Les travaux dirigés ou « TD » sont une modalité d'organisation de l'enseignement dans les universités françaises.

## Concept
Les travaux dirigés se distinguent des cours magistraux auxquels ils sont généralement articulés, mais aussi, dans certaines disciplines, des travaux pratiques.
Les travaux dirigés permettent d'appliquer les connaissances apprises pendant les cours théoriques ou d'introduire des notions nouvelles. Leur but, par opposition aux cours magistraux, est de privilégier l'activité de l'étudiant, ainsi que l'interaction entre pairs et avec l'enseignant. Les élèves ou étudiants travaillent individuellement ou collectivement sur des exercices d'application ou de découverte, en présence du professeur, qui intervient pour aider et pour corriger les exercices. Les travaux dirigés se font théoriquement dans un groupe d'effectif réduit (25 à 30 étudiants) par rapport aux cours magistraux, pour que le professeur puisse aider plus facilement les élèves ou étudiants et adapter ses interventions à leurs difficultés.